# Глеб (Лончина)
Глеб Борис Святослав Лончина (укр. Гліб Борис Святослав Лончина, англ. Hlib Borys Sviatoslav Lonchyna; 23 февраля 1954, Стьюбенвилл, Огайо) — грекокатолический епископ, епископ епархии Святого Семейства в Лондоне с 14 июня 2011 года.

## Биография
Глеб Лончина родился 24 февраля 1954 года в Стьюбенвилле, штат Огайо, США в украинской семье. Богословское образование получил в Папском Урбанианском университете. Получил докторат в области литургики в Папском восточном институте. В 1975 году вступил в монастырь святого Феодора Студита в Гроттаферрата, где 19 декабря 1976 года году принял схиму, взяв себе имя Глеб. 3 июля 1977 года был рукоположён в священника патриархом Иосифом Слипым.
В 1994 году приехал на Украину, где стал духовником в Львовской Духовной семинарии Святого Духа. С 2000 по 2002 год работал атташе в Апостольской нунциатуре в Киеве.
11 января 2002 года Римский папа Иоанн Павел II назначил Глеба Лончину титулярным епископом Бареты и вспомогательным епископом львовской архиепархии. 27 февраля 2002 года в соборе святого Юра состоялось рукоположение Глеба Лончины в епископа, которое совершил кардинал Любомир Гузар в сослужении с архиепископом филадельфийским Стефаном Сорокой и епископом самборско-дрогобычским Юлианом Вороновским.
С 6 декабря 2004 года был назначен вспомогательным епископом Киево-Галицкой митрополии.
С 2003 по 2008 год Глеб Лончина был апостольским визитатором для украинских грекокатоликов в Италии, Испании и Ирландии.
2 июня 2009 года Римский папа Бенедикт XVI назначил Глеба Лончину апостольским администратором апостольского экзархата Великобритании. 14 июня 2011 года был назначен экзархом Великобритании.
18 января 2013 года Папа Римский Бенедикт XVI возвёл апостольский экзархат УГКЦ в Великобритании в ранг епархии под названием Лондонская епархия Святого Семейства для украинцев византийского обряда. Первым правящим епископом епархии стал Глеб Лончина.